# Georg Ludwig Eckhardt

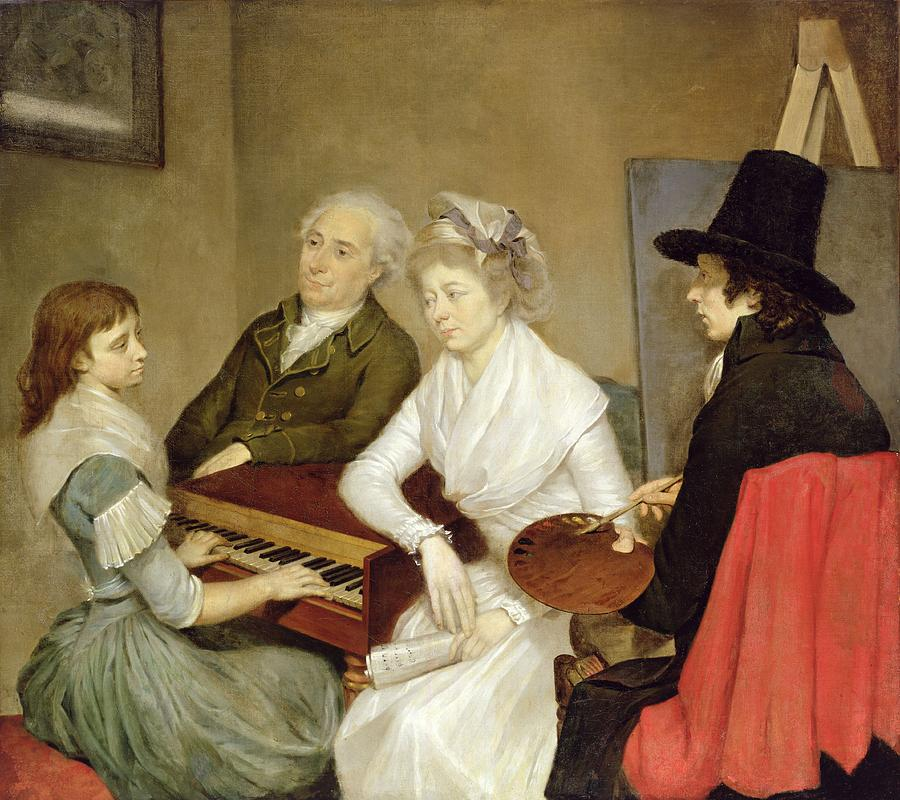
Selbstbildnis mit Eltern und Schwester, vor 1794, Hamburger Kunsthalle

Georg Ludwig Eckhardt (* 5. Januar 1770 in Hamburg; † 4. Juni 1794 ebenda) war ein deutscher Maler und Kunstschriftsteller.

## Leben
Geboren als Sohn des Kunsthändlers Johann Jacob Eckhardt, erhielt er vom Vater seinen ersten Malunterricht. Er traf viele Hamburger Künstler, die seinen Vater besuchten. In seinem kurzen Leben schuf er hauptsächlich Porträts und auch einige Landschaftsbilder. Er verfasste die „Hamburgische Künstlernachrichten“, die in seinem Todesjahr anonym erschienen.
Er starb im Alter von 24 Jahren.

## Ausstellungen (Auswahl)
- 2019: Hamburger Schule – Das 19. Jahrhundert neu entdeckt (12. April bis 14. Juli), Hamburger Kunsthalle

## Werke
- Hamburgische Künstlernachrichten, Supplement zu Füßli’s Künstlerlexikon, unter Mithilfe von Johannes Michael Speckter, Hamburg 1794 (Digitalisat)